# Сарап, Карл
Карл Са́рап (эст. Carl Sarap; Карл Иванович Сарап; 4 марта 1893, посёлок Вока, Йеввеская волость, Эстляндская губерния, Российская империя — 5 ноября 1942, Соликамск, РСФСР, СССР) — эстонский фотограф, редактор, основатель издательства «Odamees». В 1930-х годах публиковал в Эстонии почтовые фотооткрытки. Известен своими фотосериями «Прекрасная родина»  и «Эстония на фото: географические фотосерии для школ». Обладатель золотой медали Всемирной выставки 1937 года в Париже. Его фотоальбом «Старая Нарва» (1939) считается вершиной эстонского фотоискусства.
Был репрессирован советской властью в 1941 году, умер в одном из лагерей ГУЛАГА в 1942 году.

## Биография
Карл Сарап, по матери Саар (Saar), родился 4 марта 1893 года в посёлке Вока Йеввеской волости Эстляндской губернии Российской империи (ныне уезд Ида-Вирумаа, Эстония).
Отец Карла, Йохан Сарап (Johan Sarap, также Ivan Sarap), был школьным учителем в Вока, а затем в течение 26 лет — управляющим мызой Сомпe (нем. Sompäh, Сомпа, эст. Sompa mõis), принадлежавшей дворянскому семейству Рентельнов. Карл учился в поселковой школе, затем окончил гимназию Хуго Трефнера в Тарту. Учёба Карла в Императорском Юрьевском университете была прервана Первой мировой войной.
В 1918 году Карл Сарап основал в Тарту компанию «Одамеэс—Карл Сарап» («Odamees—Carl Sarap»), которая владела издательством и книжным магазином. Издательство Сарапа издавало произведения участников бывшей творческой группы «Сиуру», другую художественную и научно-популярную литературу, переводные произведения и календари.

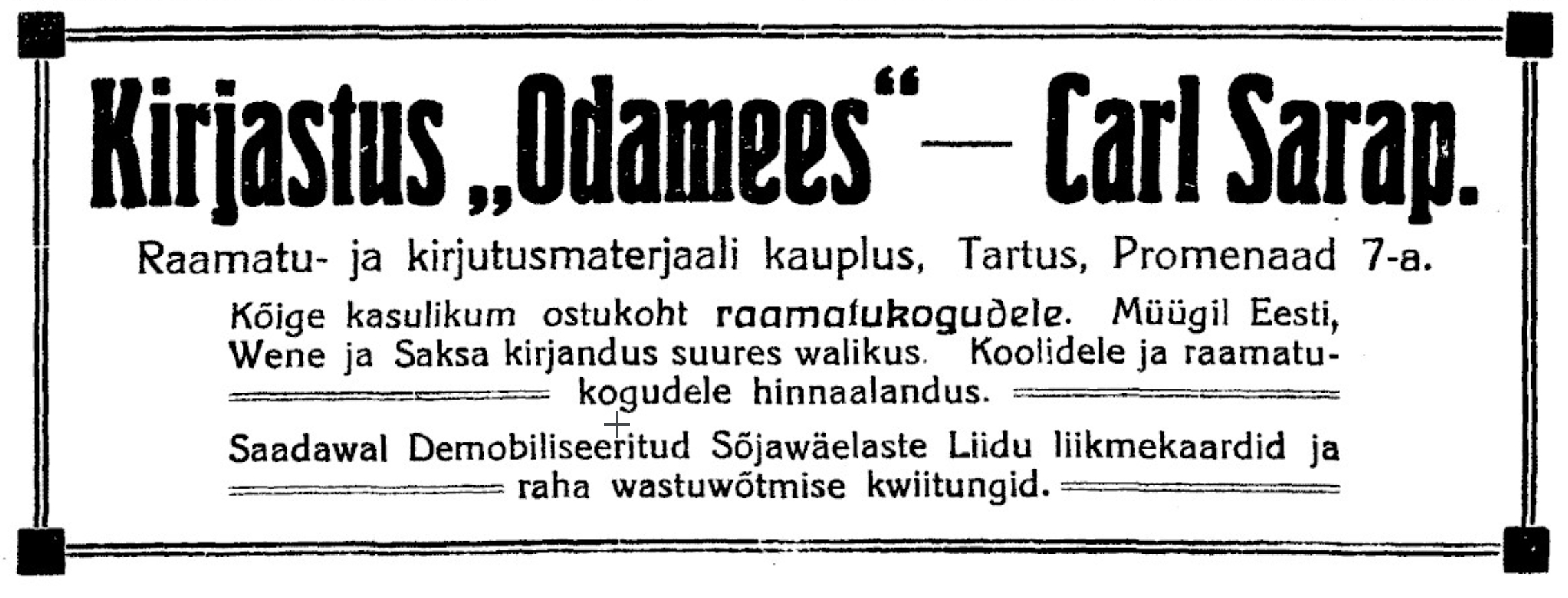
Реклама издательства «Odamees» в газете «Vaba Eesti», 08.07.1922

В 1919 и 1922–1927 годах издательством «Одамеэс—Карл Сарап» выпускался литературно-художественный и научно-популярный журнал «Odamees» (с эст. «Копьеносец»). В 1919 году главным редактором журнала являлся Фридеберт Туглас; было издано пять номеров. В 1919 году также недолго издавался еженедельник «Odamees». Ответственным редактором являлся Аугуст Алле, было опубликовано десять выпусков.
В своей 10-комнатной квартире в Тарту Карл Сарап организовал салон для творческих людей (роспись потолка салонного зала выполнил Адо Ваббе). В Тойла, на пляже Мартса, он содержал дачу для писателей. Своим любимым писателем Сарап считал Оскара Лутса.

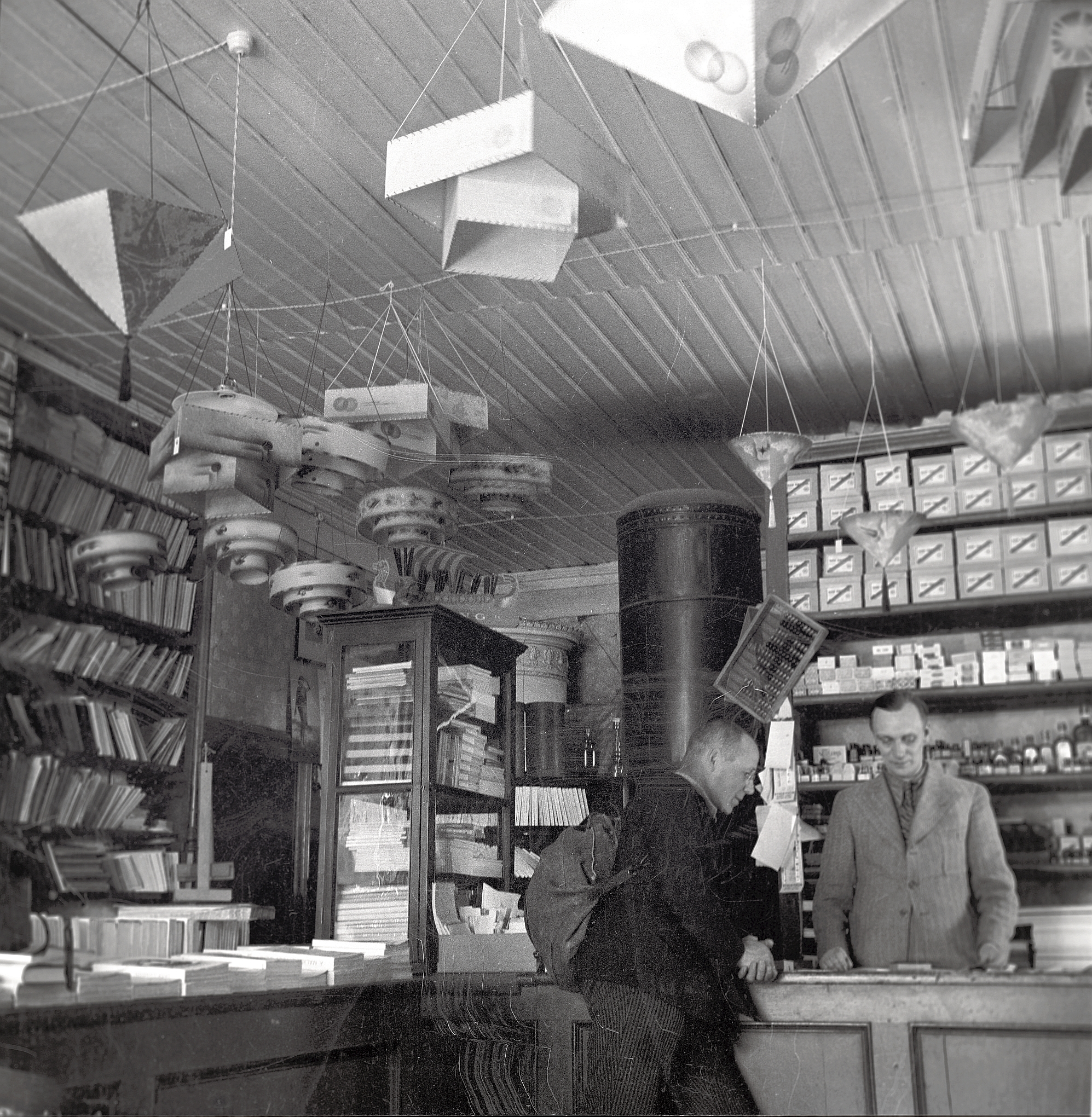
Магазин «J. Triefeldt». За прилавком фотоотдела — Карл Сарап, 1930-е годы

В 1928—1929 годах, после смены владельца журнала «Odamees», Сарап работал его главным редактором. Издательско-книжный бизнес Сарапа столкнулся с большими финансовыми трудностями, и в 1929 году Карл Сарап был объявлен банкротом. Его жена Маари, светская львица, развлекавшая в салоне супруга его гостей — писателей и художников, вместе с сыном, дочерью и свекровью уехала в Америку. Сарап переехал в Раквере и вместе со своей новой спутницей жизни, школьной учительницей из Тойла Йоханной Трифельдт, которую он знал с детства, стал управлять книжным магазином под торговой маркой «J. Triefeldt», где Сарап также руководил фотоотделом (магазин располагался в доме по улице Пикк, рядом с адвентистской церковью). С этого времени он занялся документальной и художественной фотографией, достигнув в этом деле больших творческих успехов.
С 1934 года Сарап начал систематически фотографировать эстонские пейзажи, природу, животных, деревни, города. Под псевдонимом Johanna Triefeldt (J. Triefeldt, Joh. Triefeldt) он издал большое число фотооткрыток, а также серию открыток «Прекрасная родина» (эст. «Kaunis kodumaa», 1936—1940), которую он создал, объехав всю Эстонию вместе с Йоханной на велосипеде.
В 1934 году фотография улицы Раху в Нарве, сделанная Карлом Сарапом, появилась в издании «Эстонская энциклопедия» («Eesti Entsüklopeedia») как одна из иллюстраций термина «фотографическое искусство».

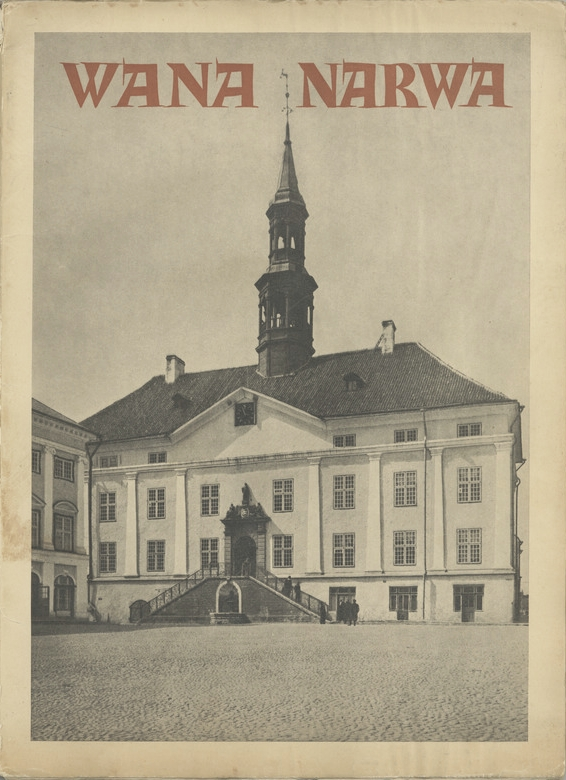
Обложка фотокниги «Старая Нарва»

В 1936 году фотографии Карла Сарапа также были опубликованы в иллюстрированной монографии, посвящённой истории строительства Нарвы. За посвящённую Эстонии фотогалерею Карл Сарап получил золотую медаль на Всемирной выставке 1937 года в Париже.

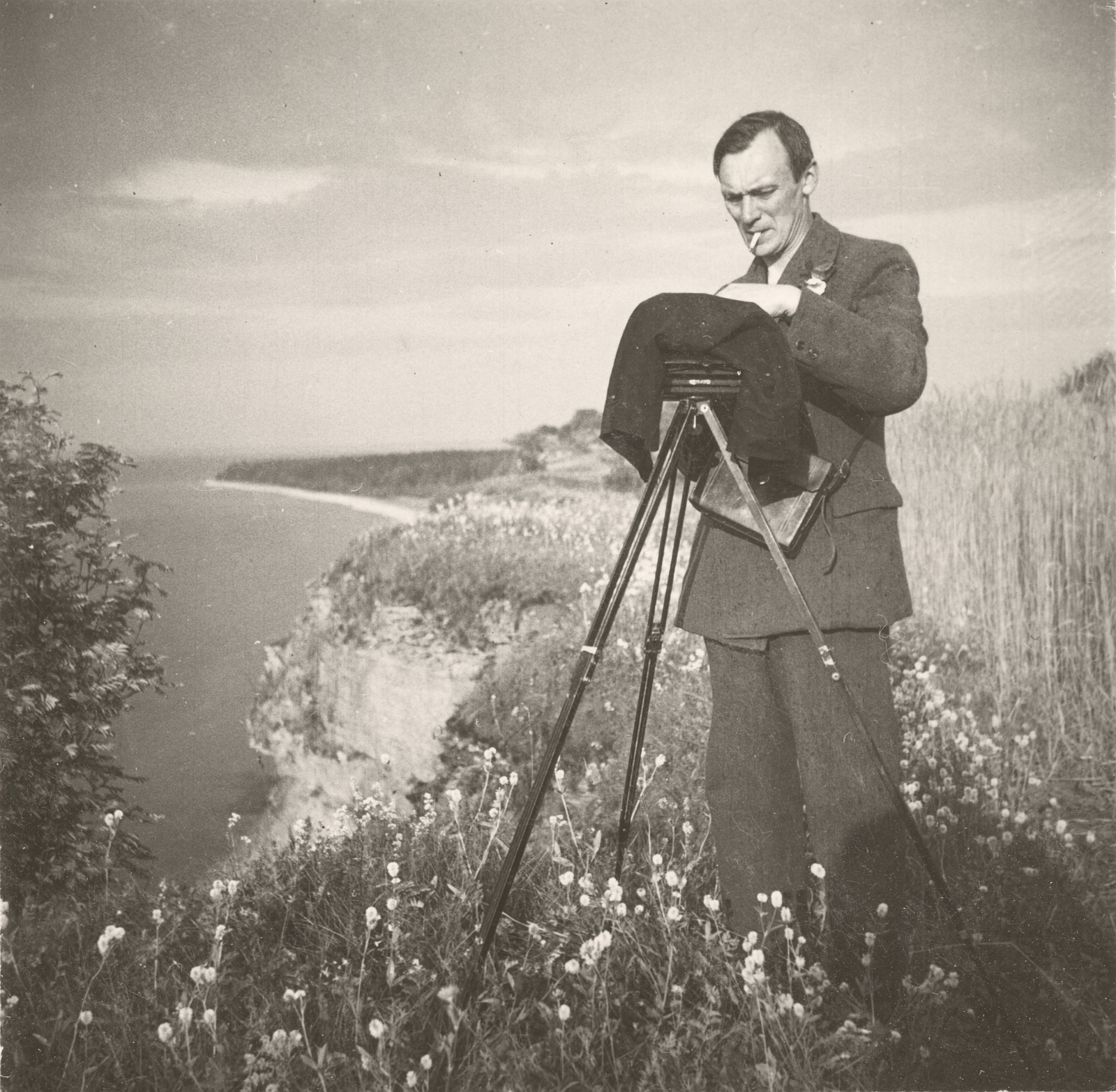
Карл Сарап в Вирумаа, 1930-е годы

В 1939 году таллинское издательство «Культууркоондис» (эст. Kultuurkoondis) выпустило фотокнигу «Старая Нарва» («Wana Narwa»), составленную Карлом Сарапом. Книга содержала фотографии Старого города Нарвы, сделанные Карлом Сарапом, и исторический обзор, который подготовил нарвский городской архивариус, магистр Арнольд Соом (Arnold Soom). Все фотоработы Карла Сарапа были опубликованы под его настоящим именем.
В 1939 году компания «Triefeldt» начала публиковать серии фотоальбомов  Карла Сарапа «Эстония на фото: географические фотосерии для школ» (эст. «Eesti pildis: Geograafilised pildisarjad koolidele»), предназначенных в качестве школьных учебных пособий. Набор изображений, посвященных определённому региону Эстонии, включал в себя бумажную обложку и 10 различных фотографий с напечатанной на обороте информацией об изображённом месте. В создании серии участвовали географ Аугуст Таммеканн (August Tammekann) и историк Арнольд Соом. Было выпущено 9 разных комплектов фотографий (все опубликованы в 1939 году).
В июне 1941 года Карл Сарап из Раквере уехал в посёлок Вока. 14 июня он отправился на соседний хутор слушать военные новости по радио в то время, когда туда прибыли чекисты, чтобы арестовать хозяина. У Карла Сарапа, как обычно, был с собой дорогой фотоаппарат, который он не мог спрятать. Его посчитали шпионом и также арестовали. В ходе предварительного следствия в Раквере шпионскую версию выявить не удалось, но перемещения Сарапа в приграничной зоне с фотокамерой оказалось достаточно для того, чтобы его вывезли в Пермский край для дальнейшего расследования. Там в 1942 году в его деле уже фигурировали обвинения «антисоветская агитация и пропаганда». Был приговорён к смертной казни, позже этот приговор отменили и Сарапу назначили наказание в виде пяти лет исправительных работ в Усольлаге. Там его направили в сенокосную бригаду, которую возглавлял бывший министр иностранных дел Эстонии Антс Пийп. По показаниям одного из заключённых, в бригаде Пийпа царил «демонстративный контрреволюционный саботаж:» из 27—30 её членов исправно работали только 7 человек; Сарап вообще не работал.
Карл Сарап умер в Усольлаге 5 ноября 1942 года, вероятно, от голода. Он всю жизнь страдал от слабого здоровья.

## Увековечение памяти
Эстонский фотограф Пеэтер Тооминг скопировал фотографии Карла Сарапа и сделал фотоснимки тех же мест с той же точки съёмки. Фотографии бок о бок были опубликованы в вышедшей в 1993–1997 годах серии «55 лет спустя» (эст. «55 aastat hiljem»). Всего вышло 9 книг: «Virumaa» («Вирумаа»), «Saaremaa» («Сааремаа»), «Pärnumaa» («Пярнумаа»), «Mulgimaa» («Мульгимаа»), «Läänemaa, «Hiiumaa, Vormsi» («Ляэнемаа, Хийумаа, Вормси»), «Tallinn & Tartu» («Таллин & Тарту» ), «Tartumaa» («Тартумаа»), «Harju- ja Järvamaa» («Харью- и Ярвамаа»), «Valga- ja Võrumaa» («Валга- и Вырумаа»). В 1999 году также был издан альбом «Virumaa fotokillud 1936—1995» ( «Фотофрагменты Вирумаа 1936—1995»).
По инициативе Национальной библиотеки Эстонии в 2023 году из 135 претендентов были отобраны 25 самых красивых книг Эстонии. Среди прочих, награду получила книга Таллинского городского музея «Eesti pildis. Fotograaf Carl Sarap» («Эстония в фотографиях. Фотограф Карл Сарап»).
С 16 июня 2022 года по 23 января 2023 года в Таллинском музее фотографии прошла выставка работ Карла Сарапа. На выставке было представлено лучшее из творчества выдающегося эстонского фотографа 1930-х годов в виде редких сохранившихся оригинальных фотографий, фотооткрыток, фотоувеличений и репродукций.
В марте 2023 года выставка работ Карла Сарапа прошла в Тарту, в Музее Праздника песни.

## Примеры фотографий и фотомонтажа Карла Сарапа

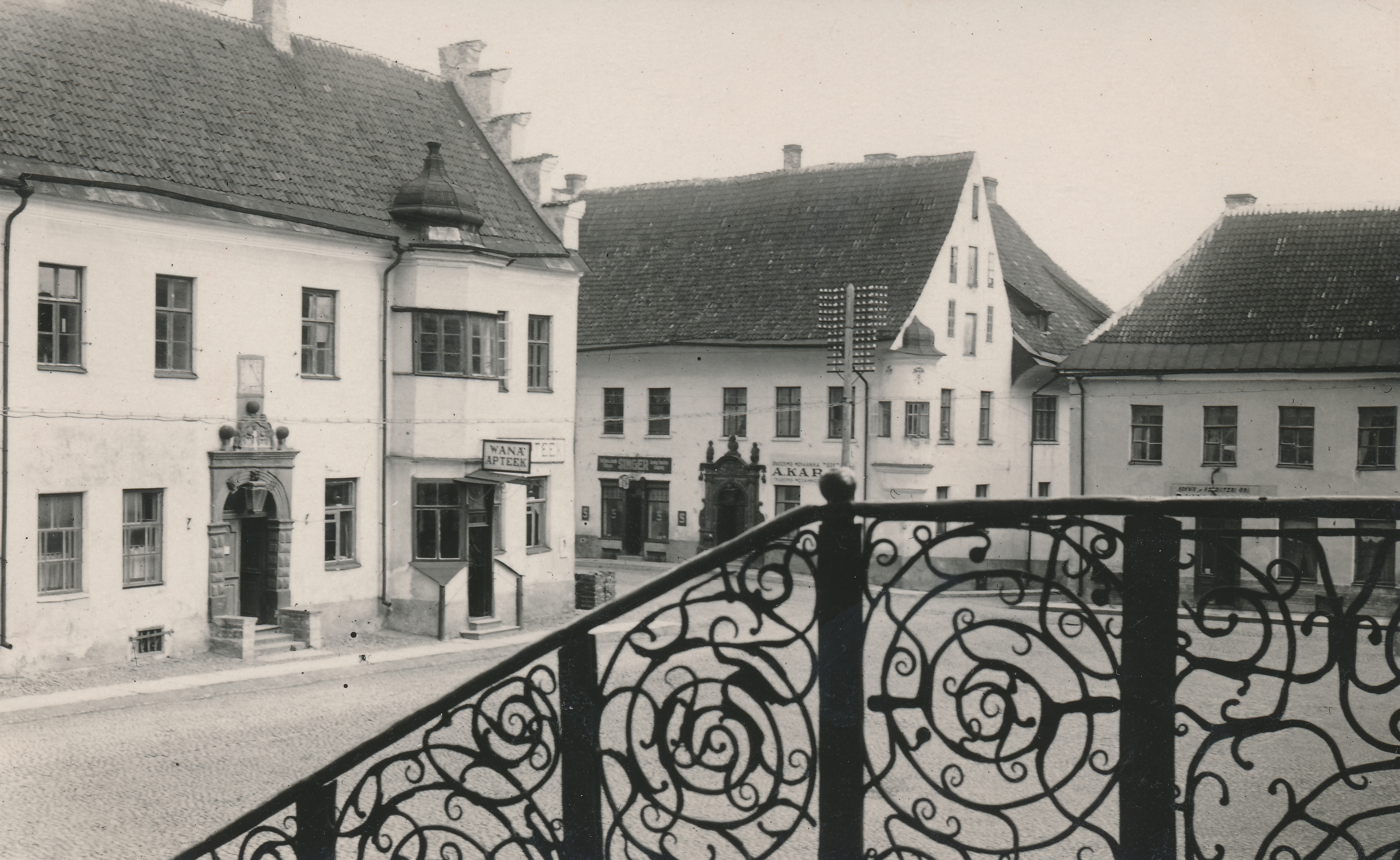
Нарва. Кованая решетка Ратушной лестницы и Ратушная площадь (1930)
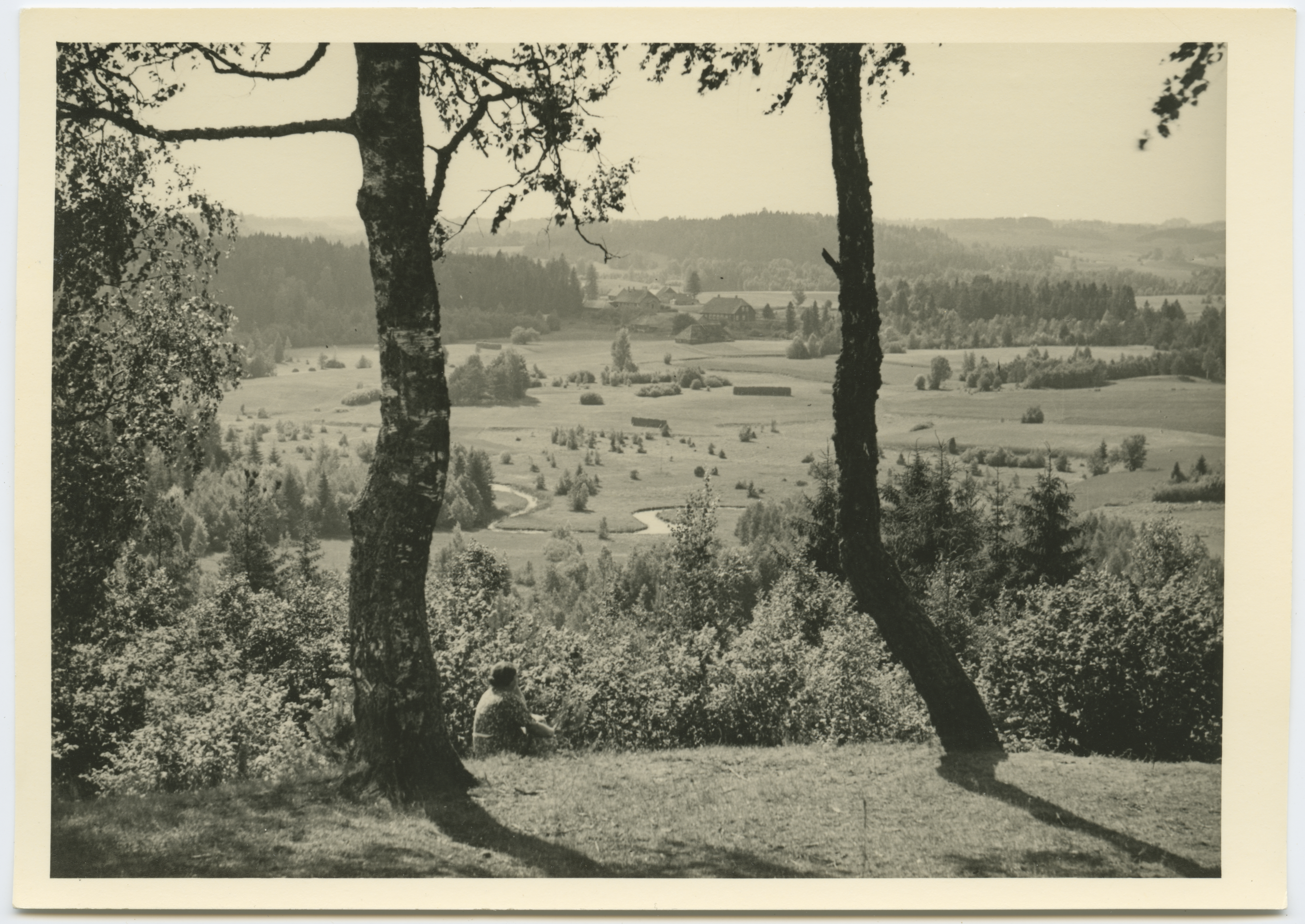
Вид с горы Хобустемяги, возвышенность Отепя (1930-е годы)
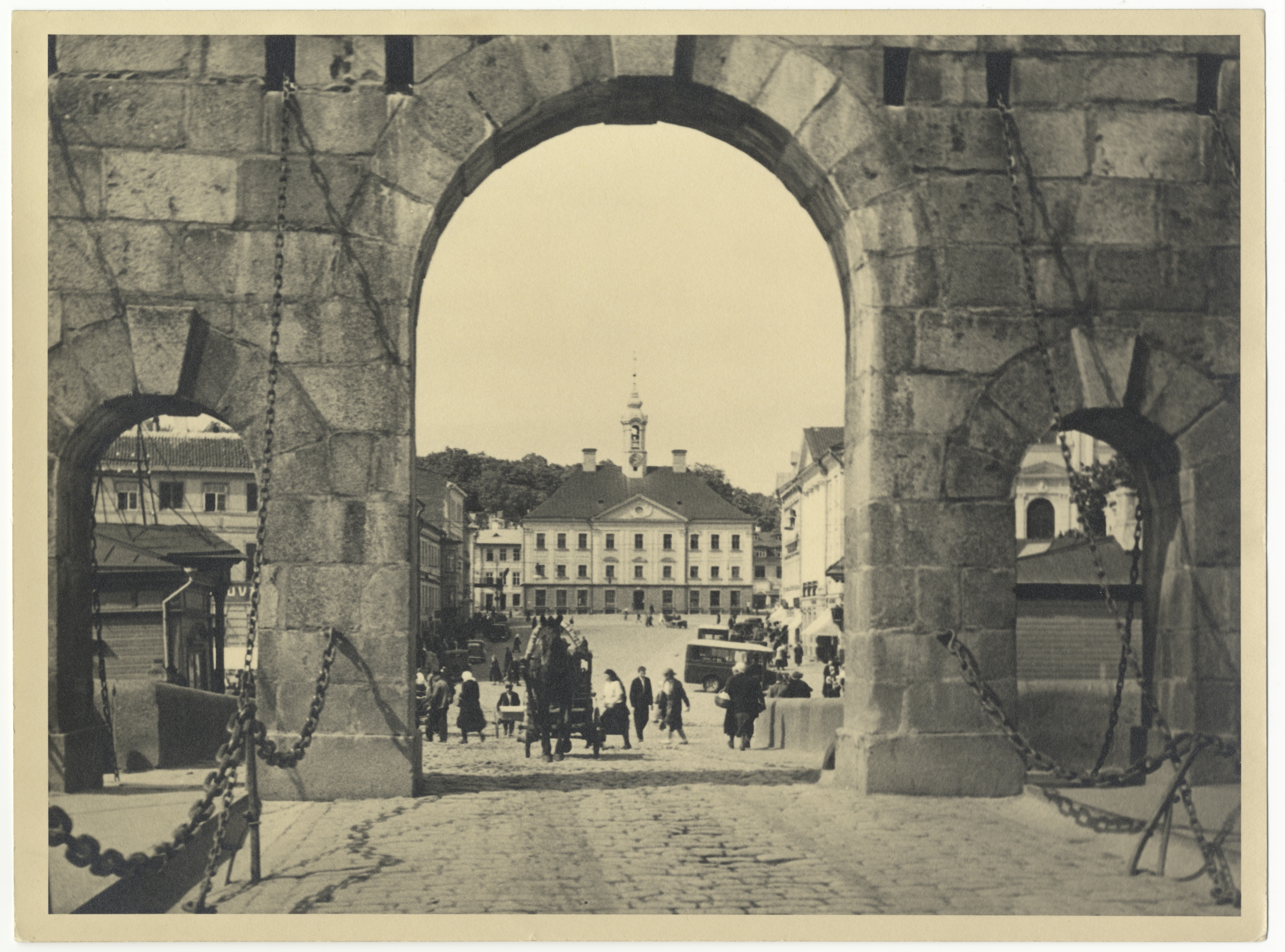
Тарту, Каменный мост и Ратушная площадь (1930-е годы)
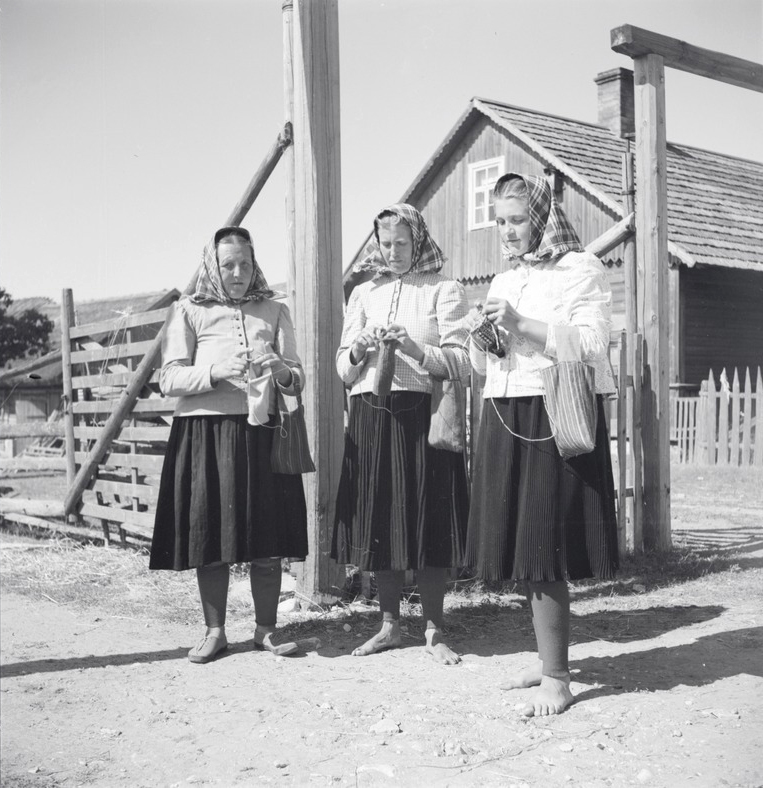
Женщины деревни Хулло (1930-е годы)
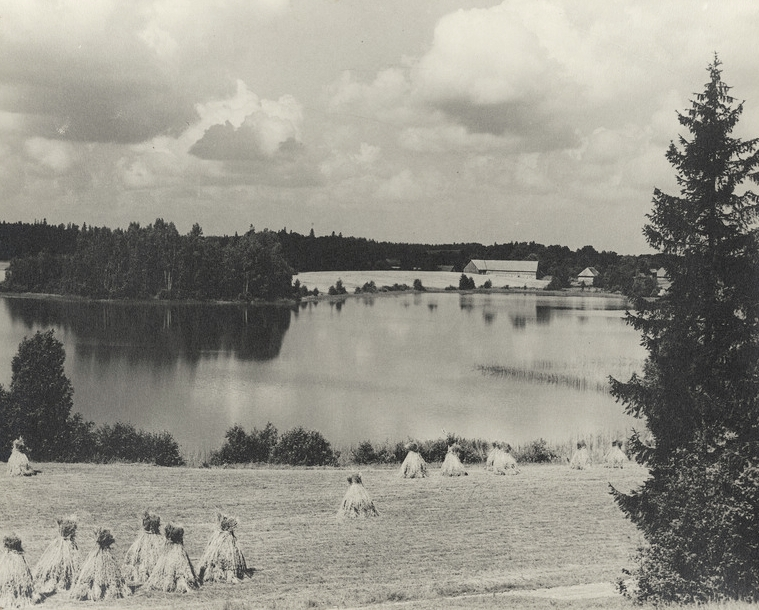
Южная Эстония, озеро Пюхаярв, Отепя (1934—1935)
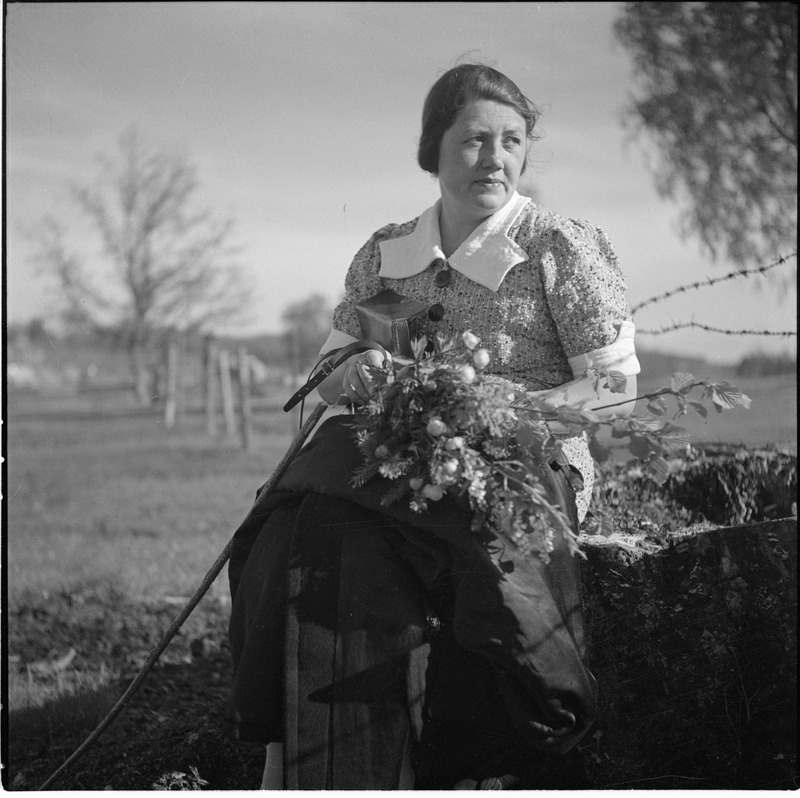
Портрет Йоханны Трейфельд (1937)
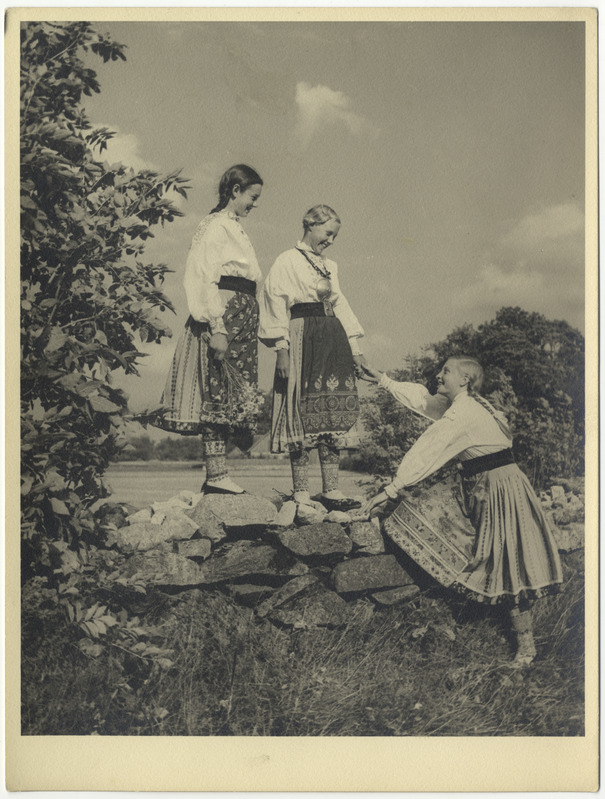
Остров Муху, деревня Вылла (1938)
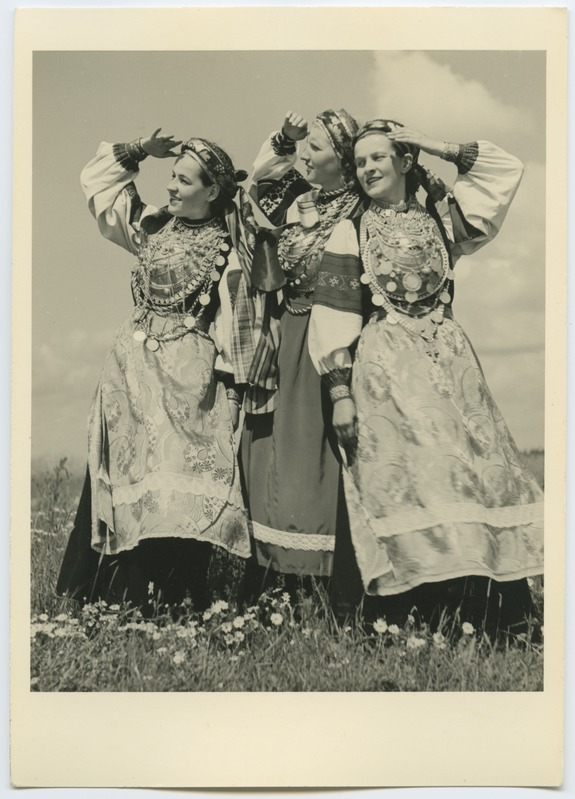
Национальная одежда печерянок. Обинитса (1939)
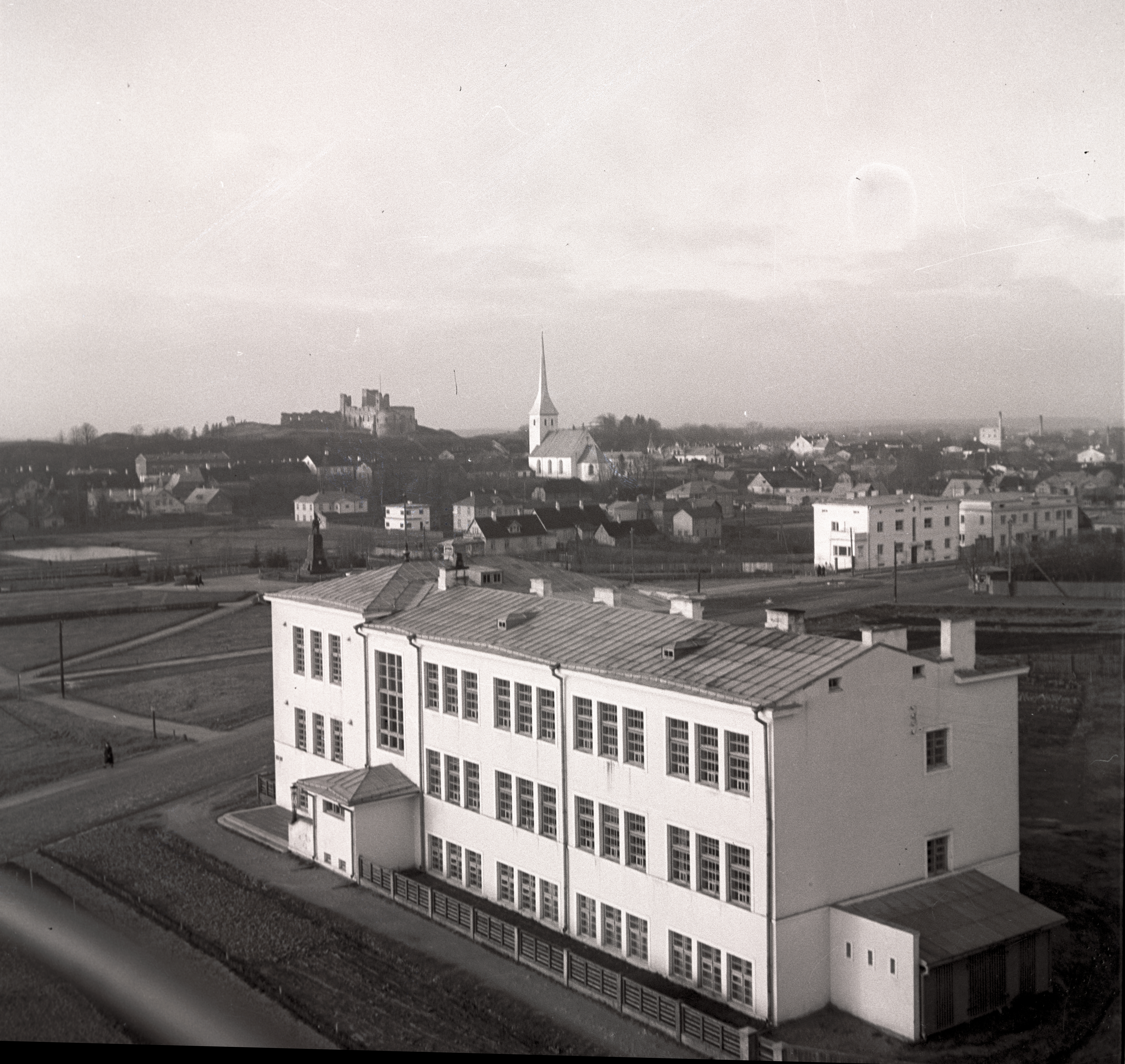
Раквере (1938—1940)
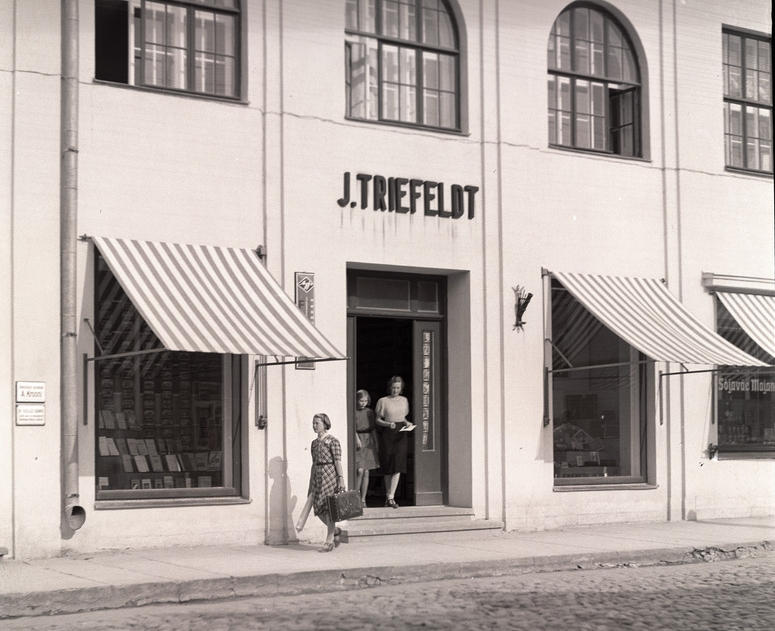
Магазин «J. Triefeldt» в Раквере (1937—1930)
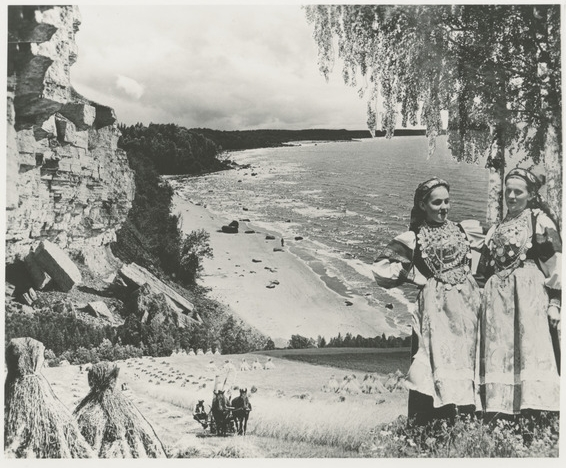
Природа Эстонии. Фотомонтаж (1940)
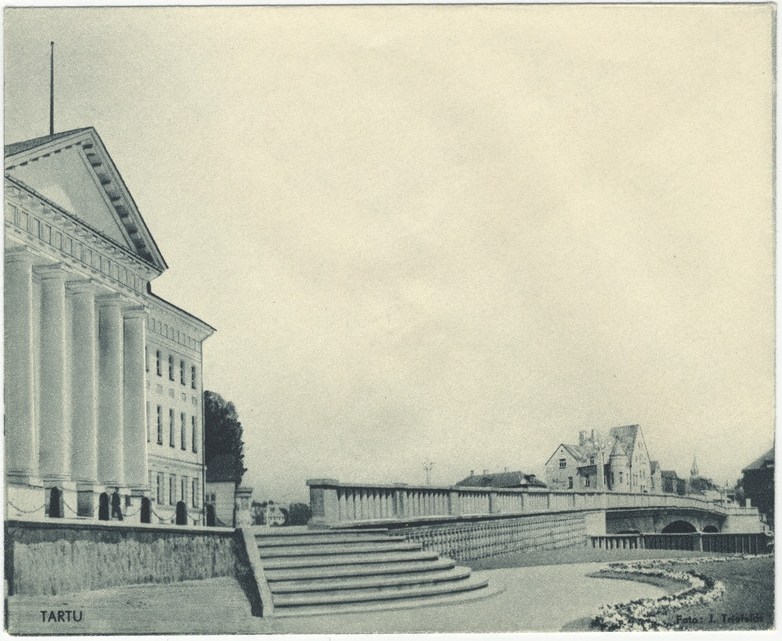
Конверт с видом Тарту
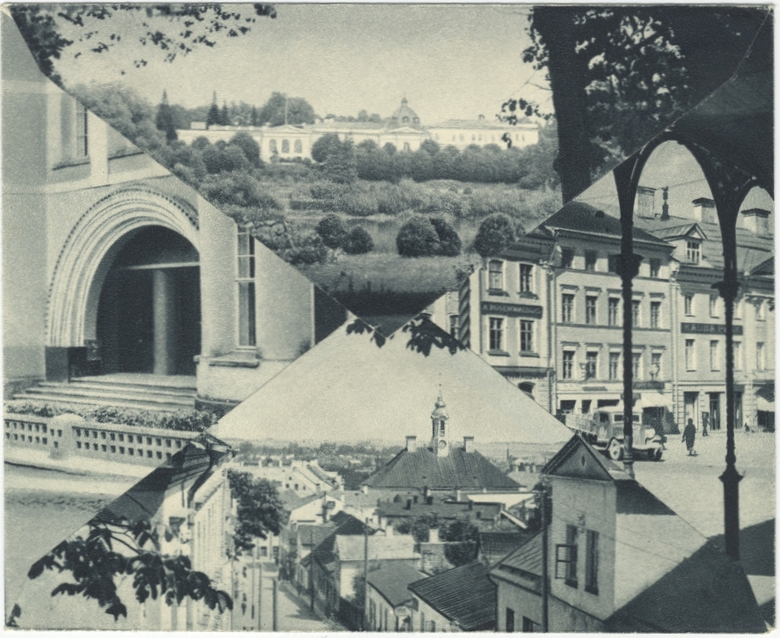
Конверт в видом Тарту
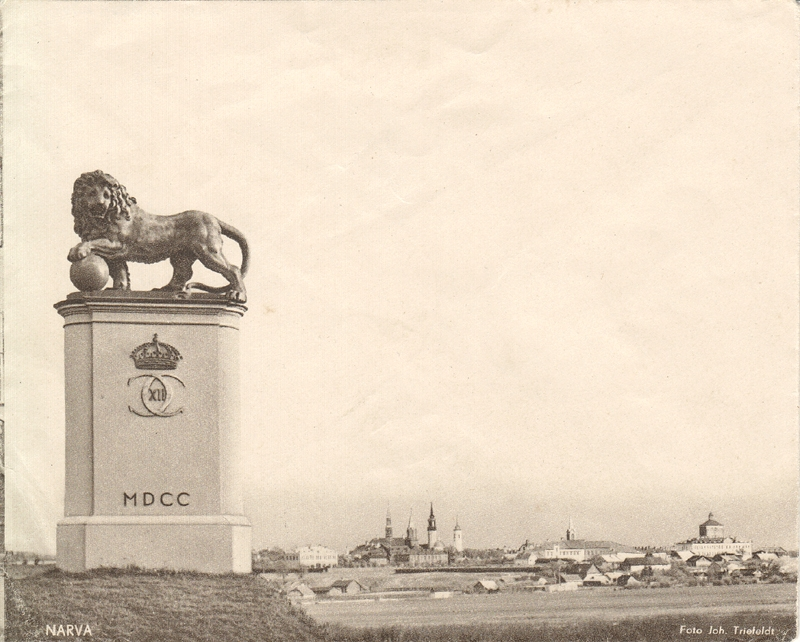
Конверт с видом Нарвы
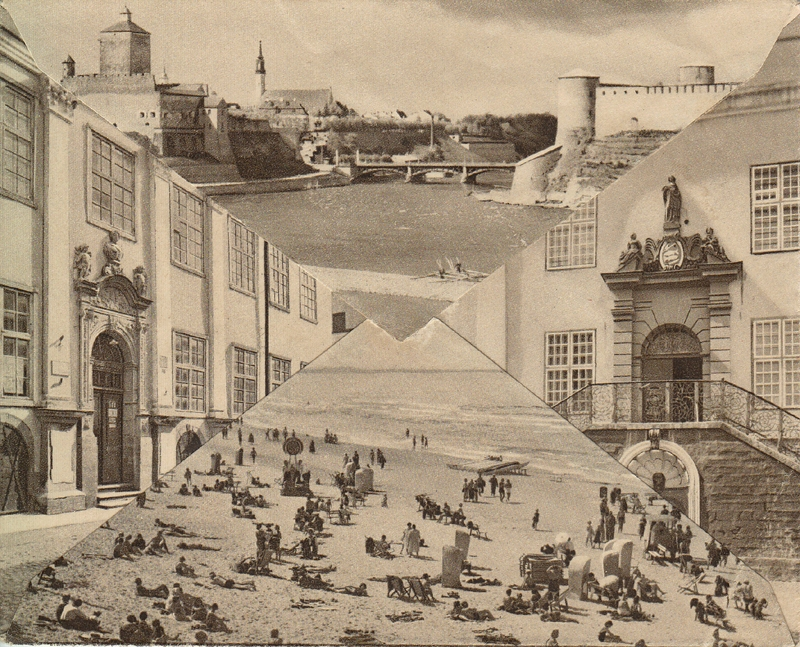
Конверт с видом Нарвы
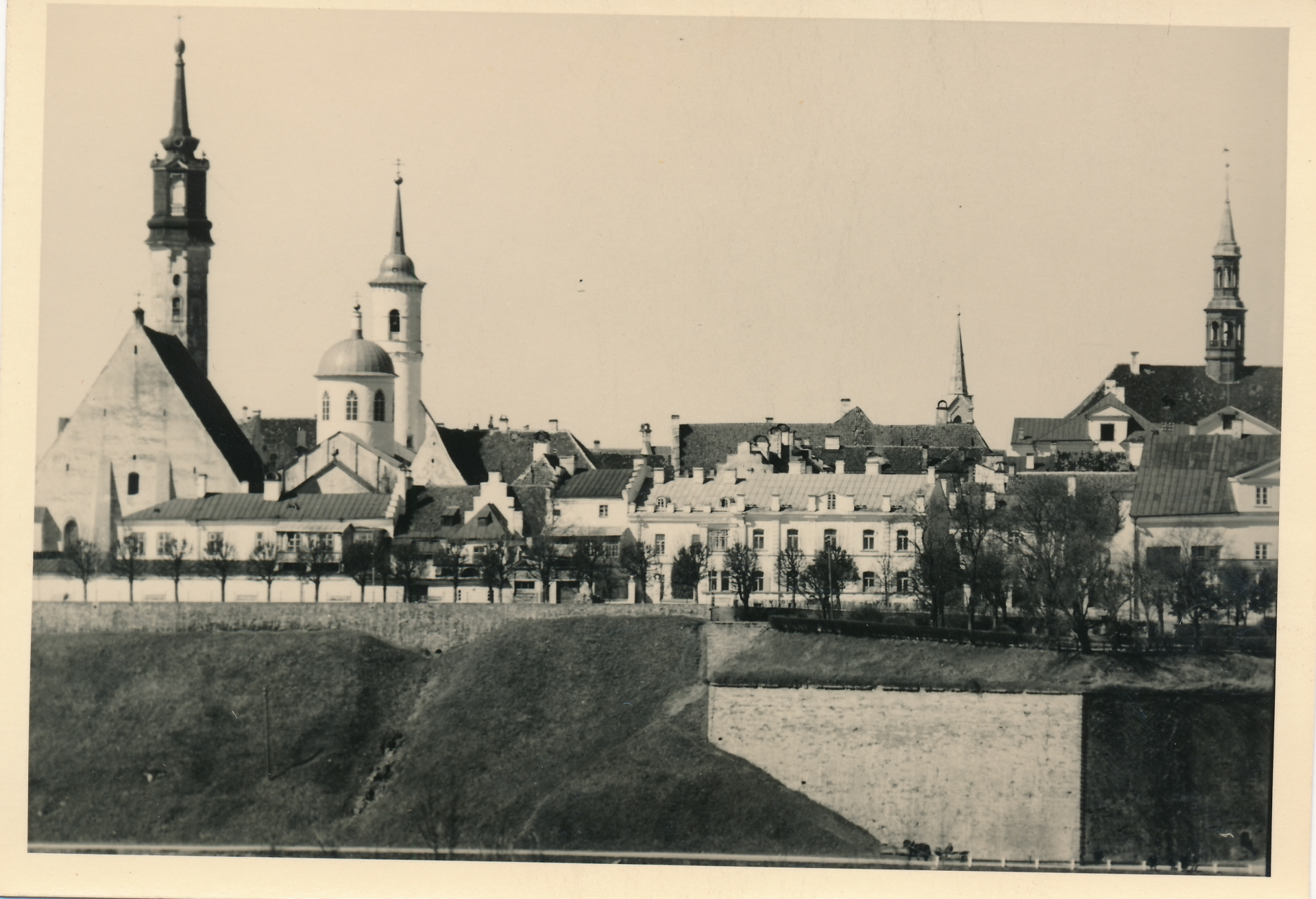
Старый город Нарвы. Фотооткрытка
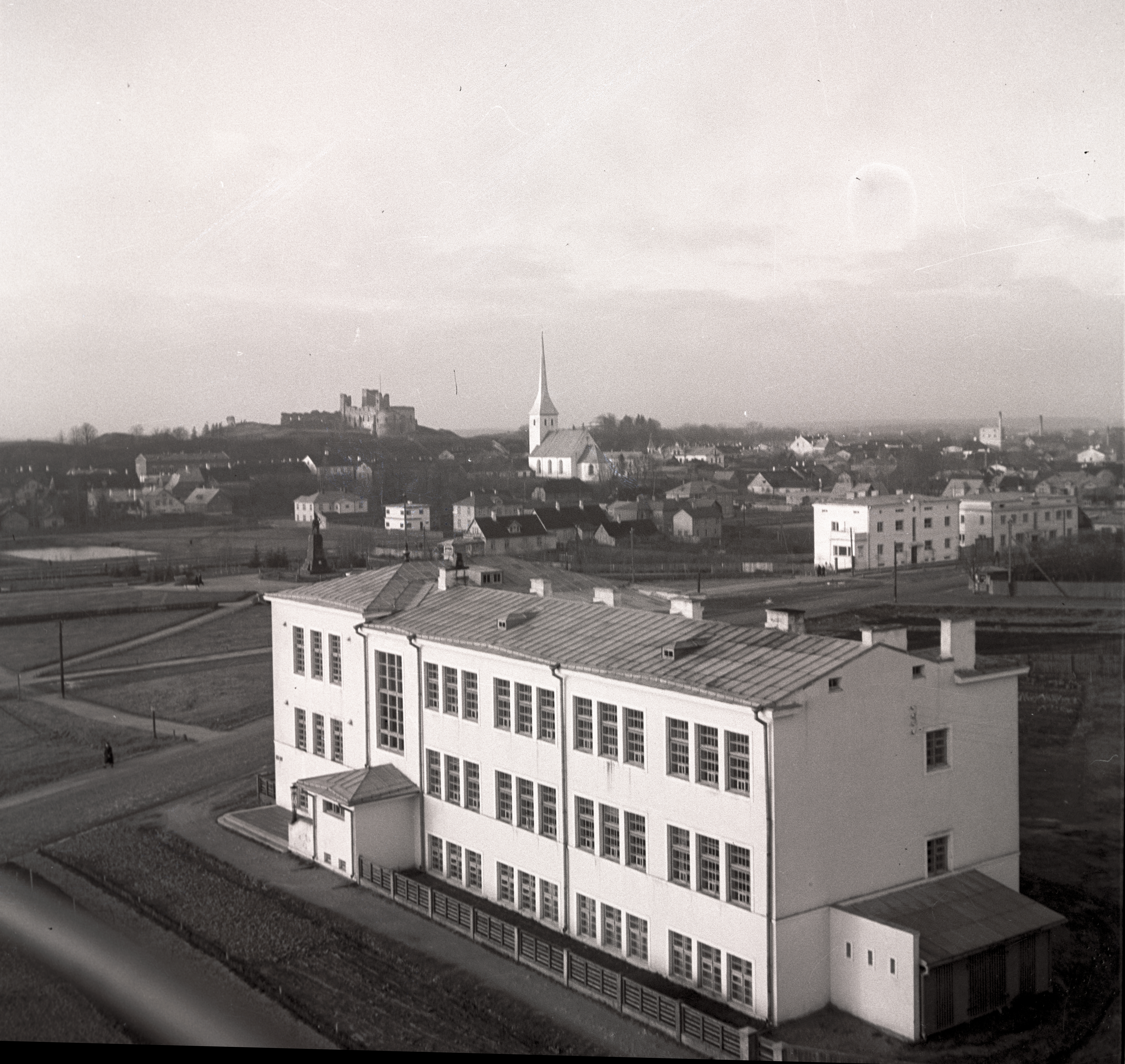
Раквере (1938)
Осень. Раквере. Фотооткрытка из серии «Прекрасная родина»
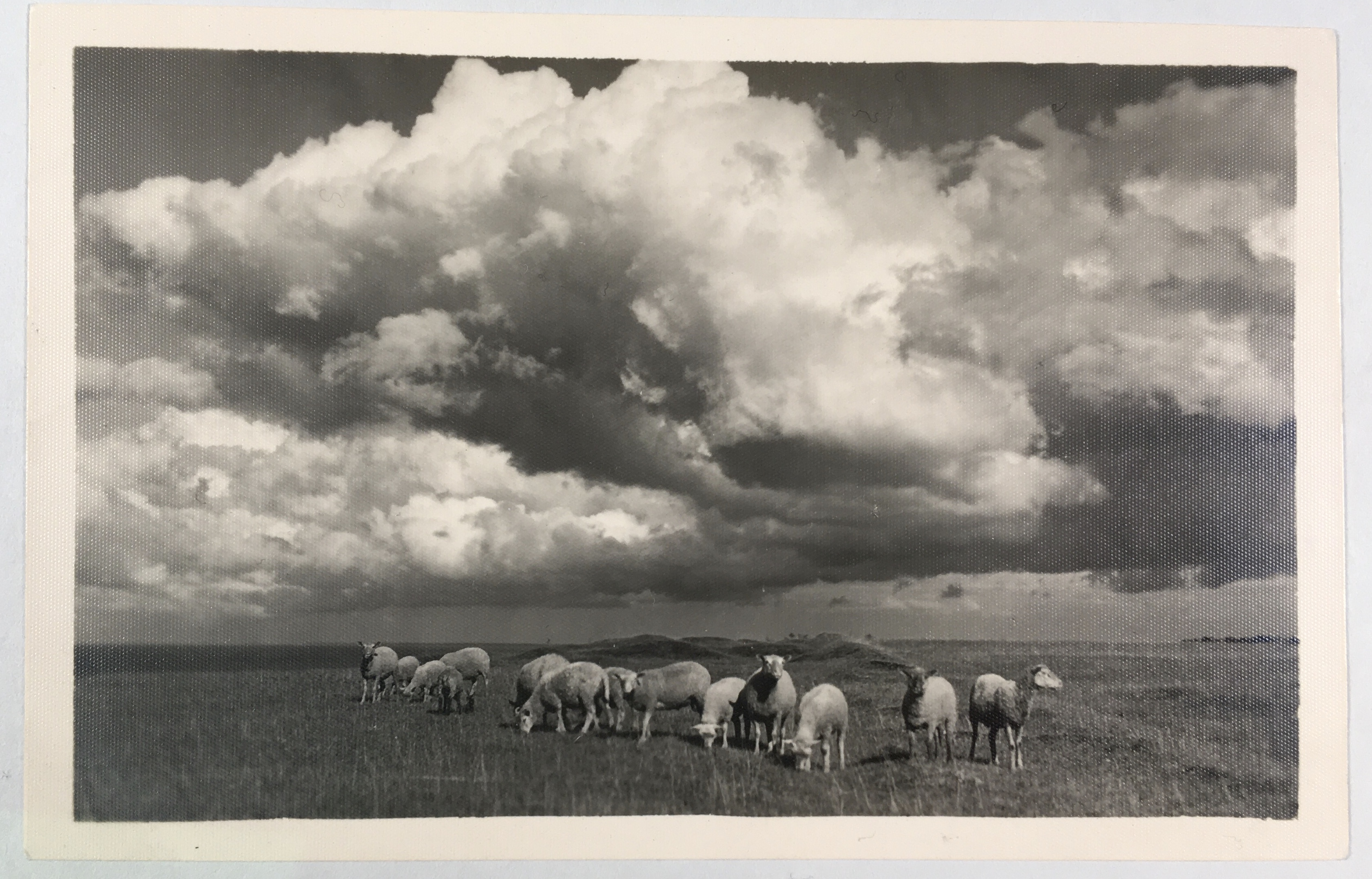
Фотооткрытка из серии «Прекрасная родина»
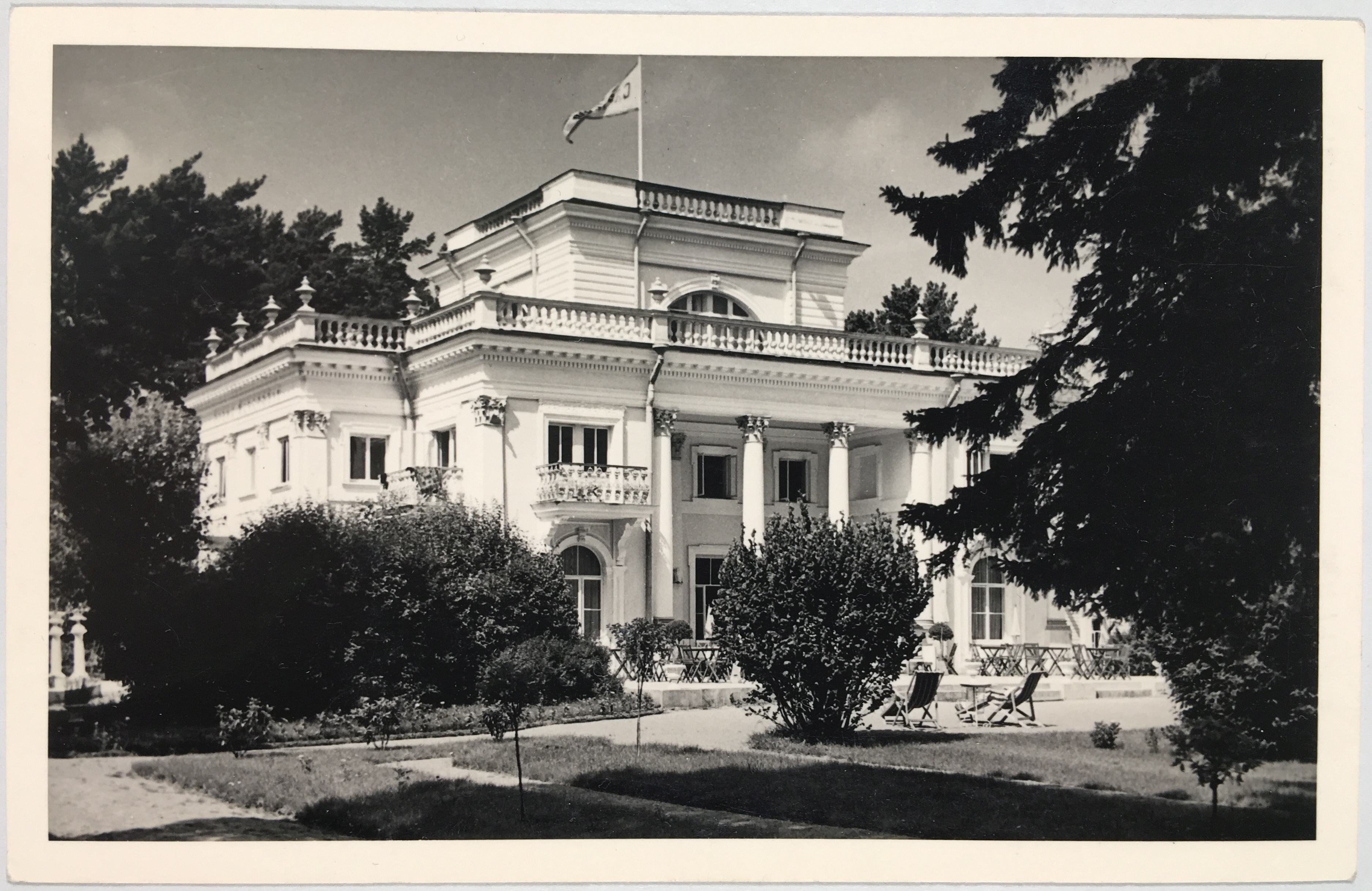
Нарва-Йыэсуу, вилла Каприччио. Фотооткрытка из серии «Прекрасная родина»

## Комментарии
1. ↑  Эстонские топонимы, оканчивающиеся на -а, не склоняются и не имеют женского рода (исключение — Нарва)[6].